# Championnat d'Indonésie de football 2001
Navigation
Saison précédente Saison suivante
La saison 2001 du Championnat d'Indonésie de football est la septième édition du championnat de première division en Indonésie. La Premier Division regroupe vingt-huit équipes et se déroule en plusieurs phases :
- les clubs sont répartis en deux poules géographiques et s'affrontent deux fois, à domicile et à l'extérieur. Les quatre premiers de chaque groupe se qualifient pour le deuxième tour, les trois derniers sont relégués en deuxième division.
- les huit qualifiés sont répartis en deux groupes de quatre et s'affrontent une seule fois. Les deux premiers obtiennent leur billet pour la phase finale.
- la phase finale est jouée sous forme de matchs à élimination directe (demi-finales et finale).

C'est le club de Persija Jakarta qui remporte le championnat cette saison après avoir battu en finale le tenant du titre, PSM Makassar. C'est le tout premier titre de champion d'Indonésie de l'histoire du club.

## Les clubs participants
| - Pelita Jaya - Persib Bandung - Persita Tangerang - Promu de D2 - Semen Padang - Persiraja Banda Aceh - Persita Tangerang - PSMS Medan - PSPS Pekanbaru - PSS Sleman - Promu de D2 - Persija Jakarta - PSBL Bangar Lampung - Persikabo Bogor - Promu de D2 - Persikab Bandung - PSP Padang | - Petrokimia Putra - Pupuk Kaltim - Barito Putra - Deltra Putra Sidoarjo - Arema Malang - Persipura Jayapura - Persebaya Surabaya - PSM Makassar - Putra Samarinda - Malang United - Persijap Jepara - Promu de D2 - PSDS Deli Serdang - Jakarta FC - Persma Manado |

## Compétition
Le barème utilisé pour établir l'ensemble des classements est le suivant :
- Victoire : 3 points
- Match nul : 1 point
- Défaite : 0 point

### Première phase
| Rang | Équipe               | Pts | J  | G  | N  | P  | Bp | Bc | Diff |
| ---- | -------------------- | --- | -- | -- | -- | -- | -- | -- | ---- |
| 1    | PSMS Medan           | 52  | 26 | 16 | 4  | 6  | 38 | 24 | +14  |
| 2    | Persija Jakarta      | 51  | 26 | 15 | 6  | 5  | 47 | 18 | +29  |
| 3    | Persib Bandung       | 47  | 26 | 15 | 2  | 9  | 23 | 18 | +5   |
| 4    | Persita TangerangP   | 42  | 26 | 13 | 3  | 10 | 39 | 28 | +11  |
| 5    | Persikota Tangerang  | 41  | 26 | 11 | 8  | 7  | 37 | 22 | +15  |
| 6    | PSPS Pekanbaru       | 40  | 26 | 10 | 10 | 6  | 27 | 24 | +3   |
| 7    | Semen Padang         | 36  | 26 | 9  | 9  | 8  | 35 | 26 | +9   |
| 8    | Jakarta FC           | 34  | 26 | 9  | 7  | 10 | 30 | 36 | -6   |
| 9    | PSBL Bandar Lampung  | 32  | 26 | 8  | 8  | 10 | 28 | 30 | -2   |
| 10   | PSDS Deli Serdang    | 29  | 26 | 7  | 8  | 11 | 24 | 33 | -9   |
| 11   | Persikab Bandung     | 29  | 26 | 7  | 8  | 11 | 26 | 36 | -10  |
| 12   | Persiraja Banda Aceh | 25  | 26 | 6  | 7  | 13 | 27 | 49 | -22  |
| 13   | PSP Padang           | 22  | 26 | 6  | 4  | 16 | 22 | 36 | -14  |
| 14   | Persikabo BogorP     | 21  | 26 | 5  | 6  | 15 | 22 | 45 | -23  |

| Rang | Équipe                  | Pts | J  | G  | N  | P  | Bp | Bc | Diff |
| ---- | ----------------------- | --- | -- | -- | -- | -- | -- | -- | ---- |
| 1    | PSM MakassarT           | 54  | 25 | 16 | 6  | 3  | 36 | 12 | +24  |
| 2    | Persebaya Surabaya      | 51  | 25 | 15 | 6  | 4  | 44 | 11 | +33  |
| 3    | Arema Malang            | 46  | 25 | 14 | 4  | 7  | 29 | 23 | +6   |
| 4    | Barito Putra            | 43  | 25 | 12 | 7  | 6  | 32 | 22 | +10  |
| 5    | Pupuk Kaltim            | 38  | 25 | 12 | 2  | 11 | 34 | 29 | +5   |
| 6    | Petrokimia Putra        | 34  | 25 | 8  | 10 | 7  | 34 | 30 | +4   |
| 7    | Malang United           | 33  | 25 | 8  | 9  | 8  | 23 | 24 | -1   |
| 8    | Persipura Jayapura      | 32  | 25 | 10 | 2  | 13 | 30 | 37 | -7   |
| 9    | Deltra Putra Sidoarjo   | 27  | 25 | 6  | 9  | 10 | 26 | 35 | -9   |
| 10   | PSS SlemanP             | 27  | 25 | 8  | 3  | 14 | 22 | 40 | -18  |
| 11   | Pelita Jaya             | 25  | 25 | 7  | 4  | 14 | 33 | 35 | -2   |
| 12   | Persijap JeparaP        | 23  | 25 | 6  | 5  | 14 | 27 | 46 | -19  |
| 13   | Persma Manado -3        | 20  | 25 | 6  | 5  | 14 | 21 | 39 | -18  |
| 14   | Putra Samarinda Forfait | 14  | 13 | 4  | 2  | 7  | 13 | 21 | -8   |

- Persma Manado a reçu une pénalité de trois points pour avoir effectué quatre remplacements lors de la rencontre du 17 ami 2001 face à Pelita Jaya (le score initial de 1-1 a été changé en 1-4).

### Seconde phase
Groupe A :
| Rang | Équipe             | Pts | J | G | N | P | Bp | Bc | Diff |  | Résultats (▼ dom., ► ext.) | PSMS | PeSu | PeBa | Bari |
| ---- | ------------------ | --- | - | - | - | - | -- | -- | ---- |  | -------------------------- | ---- | ---- | ---- | ---- |
| 1    | PSMS Medan         | 9   | 3 | 3 | 0 | 0 | 5  | 2  | +3   |  | PSMS Medan                 |      | 2-1  | 1-0  | 2-1  |
| 2    | Persebaya Surabaya | 6   | 3 | 2 | 0 | 1 | 3  | 2  | +1   |  | Persebaya Surabaya         |      |      | 1-0  | 1-0  |
| 3    | Persib Bandung     | 3   | 3 | 1 | 0 | 2 | 2  | 3  | -1   |  | Persib Bandung             |      |      |      | 2-1  |
| 4    | Barito Putra       | 0   | 3 | 0 | 0 | 3 | 2  | 5  | -3   |  | Barito Putra               |      |      |      |      |

Groupe B :
| Rang | Équipe            | Pts | J | G | N | P | Bp | Bc | Diff |  | Résultats (▼ dom., ► ext.) | PeJa | PSM | PeTa | Arem |
| ---- | ----------------- | --- | - | - | - | - | -- | -- | ---- |  | -------------------------- | ---- | --- | ---- | ---- |
| 1    | Persija Jakarta   | 7   | 3 | 2 | 1 | 0 | 5  | 3  | +2   |  | Persija Jakarta            |      | 1-0 | 2-2  | 2-1  |
| 2    | PSM MakassarT     | 6   | 3 | 2 | 0 | 1 | 4  | 1  | +3   |  | PSM MakassarT              |      |     | 1-0  | 3-0  |
| 3    | Persita Tangerang | 4   | 3 | 1 | 1 | 1 | 6  | 4  | +2   |  | Persita Tangerang          |      |     |      | 4-1  |
| 4    | Arema Malang      | 0   | 3 | 0 | 0 | 3 | 2  | 9  | -7   |  | Arema Malang               |      |     |      |      |

### Phase finale

#### Demi-finales
| Équipe 1        | Résultat      | Équipe 2           |
| --------------- | ------------- | ------------------ |
| Persija Jakarta | 2 - 1         | Persebaya Surabaya |
| PSMS Medan      | 2 - 2 2-3 tab | PSM Makassar       |

#### Finale
| 7 octobre 2001 | PSM Makassar              | 2 - 3 | Persija Jakarta                    | Utama Senayan, Jakarta                      |                                             |
|                | Bento 65e · Kurniawan 80e |       | Nahumarury 3e · Pamungkas 42e, 47e | Spectateurs : 60 000 Arbitrage : M.Munandar | Spectateurs : 60 000 Arbitrage : M.Munandar |

## Bilan de la saison
| Championnat d'Indonésie de football 2001   |                                                                                               |
| Champion                                   | Persija Jakarta (1er titre)                                                                   |
| Coupes et trophées                         |                                                                                               |
| Vainqueur de la Coupe d'Indonésie 2001     | Non disputée                                                                                  |
| Qualifications continentales               |                                                                                               |
| Coupe d'Asie des clubs champions 2001-2002 | Persija Jakarta                                                                               |
| Coupe des Coupes 2001-2002                 | PSM Makassar                                                                                  |
| Promotions et relégations                  |                                                                                               |
| Promus en Premier Division                 | PSIS Semarang Persedikab Kediri                                                               |
| Relégués en Second Division                | Persiraja Banda Aceh PSP Padang Persikabo Bogor Persijap Jepara Persma Manado Putra Samarinda |